# Deliponny
Deliponnyn är en liten hästras i ponnystorlek som härstammar från ön Sumatra i Indonesien. Deliponnyerna har utvecklats med hjälp av arabiska fullblod vilket syns i huvudet som är litet, nätt och ädelt hos de små ponnyerna. På öarna i Indonesien och Malaysia så används ponnyerna mest som packdjur. 

## Historia
De första ponnyerna i Indonesien kom med största sannolikhet från hinduiska vandrarfolk från Kina som invaderade öarna för flera hundra år sedan. Det finns ca 10 inhemska ponnyraser i den indonesiska ö-världen som alla har liknande utseende och karaktär men har fått särskilda drag från avel och miljö. Bland annat har Deliponnyn stor likhet med Batakponnyn som föds upp i samma område. Troligtvis ligger den asiatiska vildhästen Przewalskis häst och Mongolisk ponny i grunden till alla dessa raser. 
Deliponnyns stamfäder kan även ha varit ponnyer som imförts på Sumatra från Myanmar och som sedan korsades med arabiska fullblod av arabiska köpmän som kom till öarna på 1370-talet. Rasen har fått sitt namn från staden Deli på ön Sumatra och föddes upp av lokala bönder som även sålde hästarna runt om i Indonesien och Malaysia. 
Under koloniseringen på 1700-talet blev Indonesien en nederländsk koloni och de flesta raser som utvecklats där blev influerade av hästar som förts till öarna från Europa.

## Egenskaper
Det arabiska inflytandet på Deliponnyerna har gett en liten, men smäcker ponny med ädelt utseende och smal exteriör och slank hals. Huvudet är litet, ofta med typiska arabiska drag som inåtbuktande nosprofil och stora ögon. 
Då ponnyerna är ganska små så används de för det mesta som packdjur eller körhästar men även som ridponny för barn. 